# Bruno Oberhammer
Bruno Oberhammer (* 28. Mai 1946 in Gaißau, Vorarlberg) ist ein österreichischer Komponist, Organist und Musikpädagoge.

## Leben
Nach der Matura am Humanistischen Gymnasium Bregenz im Jahr 1965 studierte Oberhammer in Österreich, in der Schweiz und in Deutschland Musikpädagogik, Klavier, Orgel, Komposition, Geschichte, Philosophie/Psychologie und Musikwissenschaft. Daneben absolvierte er ein Orgelstudium bei Luigi Ferdinando Tagliavini und Konrad Philipp Schuba, an das sich Meisterkurse bei Alain Curtis, Ludwig Doerr, Flor Peeters, Pierre Segond und Bernard Lagacé anschlossen.
Bruno Oberhammer wirkte seit dem Jahr 1977 bis zu seiner Pensionierung als Professor für Orgel, Tonsatz und Musikwissenschaften am Vorarlberger Landeskonservatorium Feldkirch und als Orgelvirtuose und Orgelimprovisator.

## Auszeichnungen
- 1977: Förderungspreis der Vorarlberger Landesregierung für Kunst und Wissenschaft[1][2]
- 2014: Großes Verdienstzeichen des Landes Vorarlberg[3]

## Werke

### Kompositionen
- Stück für Querflöte solo (1973)[4]
- Tokkata über „O Heiland, reiß die Himmel auf“ – Solo für Orgel (1973)[4]
- Ich wollt, dass ich daheime wär – Motette für gemischten Chor und Orgel nach Heinrich Laufenberg (1974)[4]
- Psalm 103 – Solo für Orgel und Solostimme Sopran (1974)[4]
- Vier Metamorphosen über B-A-C-H – Sextett für zwei Flöten, zwei Violinen, Violoncello und Cembalo (1974)[4]
- Du Gott, ich möchte viele Pilger sein – nach Texten aus dem „Stundenbuch“ von Rainer Maria Rilke für Mezzosopran oder Bariton, Oboe, B-Klarinette, Violoncello und Harfe (1975)[4]
- Aphorismen – Solo für Querflöte (1975)[4]
- Über Gott und Mensch – Motette für vier- bis achtstimmigen gemischten Chor a cappella nach Worten von Angelus Silesius („Cherubinischer Wandersmann“) (1976)[4]
- Litanies – Oratorium nach Texten von Franz von Assisi und Teilhard de Chardin für Alt, Tenor und Bariton, gemischten Chor und großes Orchester (1977)[4]
- Studie – Kammermusik für Streichquartett, Querflöte und Vibraphon (1978)[4]
- Beatitudines – für Orchester und Solostimme Sopran nach Matthäus 5, 1-12 (1979)[4]
- Stück für Querflöte und Schlagzeug (1981)[4]
- Drei Lieder – nach Gedichten von Eugen Andergassen für Sopran und Orgel (1984)[4]
- Nacht, mehr denn lichte Nacht – Gesang zur Weihnacht für Sopran, Mezzosopran und Orgel (1985)[4]
- Missa brevissima – für vier- bis achtstimmigen gemischten Chor und Orgel in memoriam E. und G. Andergassen (1987)[4]
- Drei liturgische Gesänge – für Vorsänger und Orgel (1987)[4]
- Psalmentriptychon – für Orgel und Solostimme Sopran (1990)[4]
- Deutsche Messe – für Vorsänger, Chor und Orgel (1994)[4]

### Tonträger
- Josef Rheinberger: [Orgelsonate. Nr. 8]. IN: Orgel-Musik aus Schwarzach: Bruno Oberhammer an der Rieger Orgel; eine Prod. des ORF-Landesstudio Vorarlberg; in Zusammenarb. mit Pfarre und Gemeinde Schwarzach. - Bregenz: ORF-Landesstudio Vorarlberg; Schwarzach: Pfarre, Gemeinde, 1999
- Josef Rheinberger: [Orgelsonate. Nr. 8]. IN: Orgel-Musik aus Schwarzach: Bruno Oberhammer an der Rieger Orgel; eine Prod. des ORF-Landesstudio Vorarlberg; in Zusammenarb. mit Pfarre und Gemeinde Schwarzach. - Bregenz: ORF-Landesstudio Vorarlberg; Schwarzach: Pfarre, Gemeinde, 1999
- Heinrich Schneikart: Variationen u. Fuge über den Aus tiefer Not schrei ich zu dir; ORF 1997
- Bruno Oberhammer: Orgelkonzert in Bartholomäberg. 2004 Stand Montafon/ORF-Landesstudio Vorarlberg 2007975, CD (Werke von Frescobaldi, Storace, Pasquini, Froberger, Poglietti, F.T. Richter, Murschauer, Haydn, Muffat, Oberhammer an der Orgel der Pfarrkirche Bartholomäberg).

### Veröffentlichungen
- Orgel und Orgelspiel im 16. Jahrhundert. Tagungsbericht Innsbruck 9. bis 12. Juni 1977 von Walter Salmen (Vorwort), Arnfried Edler, Michael Radulescu, Bruno Oberhammer, Egon Krauss, Hans Klotz, Jürgen Ahrend, Ewa Smulikowska, Albert Knoepfli; Helbling Verlagsgesellschaft m.b.H. 1978, ISBN 3-85061-030-6